# Турист мимоволі (фільм)
«Турист мимоволі» або «Випадковий турист» (англ. The Accidental Tourist) — американська романтична драма 1988 року, знята режисером і співпродюсером Лоуренсом Кезданом за сценарієм Френка Ґалаті та Кездана, заснованим на однойменному романі Енн Тайлер 1985 року. Головні ролі у фільмі виконали Вільям Герт, Кетлін Тернер і Джина Девіс.
На 61-й церемонії вручення премії «Оскар» «Турист мимоволі» отримав 3 номінації: найкращий фільм, найкращий адаптований сценарій та найкраща музику до фільму та 1 перемогу: Джина Девіс за найкращу жіночу роль другого плану.

## Синопсис
Фільм розповідає історію Мейкона Лірі (Вільям Герт), письменника-мандрівника, який намагається впоратися з раптовою смертю сина і розпадом шлюбу з Сарою (Кетлін Тернер). Коли він занурюється в усамітнене життя, Мюріель Прітчетт (Джина Девіс), ексцентрична дресирувальниця собак, допомагає йому знову відкрити для себе любов і відчуття мети.

## Акторський склад
| Актор             | Роль             |
| ----------------- | ---------------- |
| Вільям Герт       | Мейкон Лірі      |
| Кетлін Тернер     | Сара Лірі        |
| Джина Девіс       | Мюріель Прітчетт |
| Білл Пуллман      | Джуліан Едж      |
| Емі Райт          | Роуз Лірі        |
| Девід Огден Стірс | Портер Лірі      |
| Ед Беглі мол.     | Чарльз Лірі      |
| Джейк Кездан      | Скотт            |

## Відгуки
Фільм має рейтинг 82% на Rotten Tomatoes на основі 33 відгуків із середньою оцінкою 7,3/10. Критичний консенсус на сайті свідчить: «Щедрий на слабкості та чесноти своїх героїв, “Турист мимоволі” — це вдумлива драма, наділена розумінням складнощів стосунків. На сайті Metacritic фільм отримав 53 бали зі 100 на основі рецензій 12 критиків, що означає «змішані або середні відгуки». Крім того, глядачі, опитані сайтом CinemaScore, поставили фільму середню оцінку «B» за шкалою від A+ до F.
Роджер Еберт надав «Туристу мимоволі» блискучу рецензію, назвавши його «одним з найкращих фільмів року», високо оцінивши режисуру, сценарій, поєднання емоційної глибини та гумору, а також гру акторів, зокрема Герта і Девіс.

## Нагороди та номінації
| Нагорода                              | Категорія                          | Номінант(и)                                                            | Результат   | Пос.   |        |
| ------------------------------------- | ---------------------------------- | ---------------------------------------------------------------------- | ----------- | ------ | ------ |
| Оскар                                 | Найкращий фільм                    | Лоуренс Кездан, Чарльз Окун та Майкл Грілло                            | Номінація   | [ 7 ]  |        |
| Оскар                                 | Найкраща жіночу роль другого плану | Джина Девіс                                                            | Перемога    | [ 7 ]  |        |
| Оскар                                 | Найкращий адаптований сценарій     | Лоуренс Кездан та Френк Ґалаті                                         | Номінація   | [ 7 ]  |        |
| Оскар                                 | найкраща музику до фільму          | Джон Вільямс                                                           | Номінація   | [ 7 ]  |        |
| Премія БАФТА у кіно                   | Найкращий адаптований сценарій     | Лоуренс Кездан та Френк Ґалаті                                         | Номінація   | [ 8 ]  |        |
| Cahiers du cinéma                     | Найкращий фільм                    | Лоуренс Кездан                                                         | 10-те місце |        |        |
| Золотий глобус                        | Найкращий фільм — драма            | Найкращий фільм — драма                                                | Номінація   | [ 9 ]  |        |
| Золотий глобус                        | Найкраща музику до фільму          | Джон Вільямс                                                           | Номінація   | [ 9 ]  |        |
| Золотий кінь                          | Найкращий іноземний актор          | Вільям Герт                                                            | Перемога    |        |        |
| Московський міжнародний кінофестиваль | Золотий Святий Георгій             | Лоуренс Кездан                                                         | Номінація   | [ 10 ] |        |
| Спільнота кінокритиків Нью-Йорка      | Найкращий фільм                    | Найкращий фільм                                                        | Перемога    | [ 11 ] |        |
| Спільнота кінокритиків Нью-Йорка      | Найкращий режисер                  | Лоуренс Кездан                                                         | 4th Place   | [ 11 ] |        |
| Спільнота кінокритиків Нью-Йорка      | Найкращий сценарій                 | Лоуренс Кездан та Френк Ґалаті                                         | 3rd Place   | [ 11 ] |        |
| USC Scripter Award                    | USC Scripter Award                 | Лоуренс Кездан та Френк Ґалаті (сценарій); Енн Тайлер (авторка роману) | Перемога    | [ 12 ] | [ 12 ] |
| Премія Гільдії сценаристів Америки    | Найкращий адаптований сценарій     | Лоуренс Кездан та Френк Ґалаті                                         | Номінація   | [ 13 ] |        |